# Dixon megye
Dixon megye az Amerikai Egyesült Államokban, azon belül Nebraska államban található. Megyeszékhelye Ponca, legnagyobb városa Wakefield. Lakosainak száma 5606 fő (2020. április 1.). Dixon megye Clay, Union, Cedar, Wayne, Thurston és Dakota megyékkel határos.

## Népesség
A megye népességének változása:
| Lakosok száma | 5970 | 6013 | 5917 | 5851 | 5797 | 5606 |
|               | 2010 | 2011 | 2012 | 2013 | 2015 | 2020 |